# Juan Oncina
Juan Oncina (Barcelone, 15 avril 1921 ou 15 avril 1925 - Barcelone, 29 décembre 2009) est un ténor espagnol, particulièrement associé au répertoire de tenore di grazia. 

## Biographie
Oncina étudie à Barcelone avec Mercedes Capsir, puis à Milan avec Augusta Oltrabella. Il fait ses débuts à Barcelone en 1946, dans le rôle de des Grieux dans Manon. Il parait ensuite à Bologne, Trieste, Venise, Naples, Catane, etc., ainsi qu'en tournée en Égypte. 
En 1949, il débute à Paris, en Paolino dans Il matrimonio segreto de Cimarosa, et la même année à Florence dans Osteria portoghese de Cherubini, puis Armide de Lully en 1950.
Il commence alors une longue association avec le Festival de Glyndebourne, où il chante régulièrement de 1952 à 1961, notamment dans de mémorables productions de Le Comte Ory, L'italiana in Algeri (Lindoro), La Cenerentola (Ramiro), Il Barbiere di Siviglia (Almaviva), Falstaff (Fenton).
Très apprécié aussi dans les opéras de Mozart, Paisiello, et dans les opéras légers de Donizetti. Il parait à Vienne, Salzbourg, Hambourg, etc. Il participe aux reprises de Beatrice di Tenda à Venise en 1964, et d' Anna Bolena à Glyndebourne en 1965, aux côtés de Leyla Gencer. 
Après 1965, Oncina s'oriente vers un répertoire plus lourd (Verdi, Puccini), non sans conséquence sur la flexibilité de sa voix et son registre aigu.
Il arrête sa carrière à la suite de la saison 1972-73 et se consacre à l'enseignement du chant et de la musique. Marié à la soprano Tatiana Menotti, il est inhumé à Barcelone dans le caveau familial.

## Sources
- Roland Mancini & Jean-Jacques Rouveroux, Le guide de l'opéra, Fayard, 1986.  (ISBN 2-213-59567-4)